# Князєва Анастасія Павлівна
Анастасія Павлівна Князєва (1 липня 2011 , Москва, Російська Федерація) - російська модель, названа в 2017 році найкрасивішою дівчинкою світу британською газетою The Daily Mail. Статті про дівчинку і розгорнувшися бурхливі дискусії з приводу її перемоги помістила британська газета The Sun, журнал Kids Russia Magazin, «Московський комсомолець», французький Elle та інші видання. В даний час проживає в Підмосков'ї (В деяких виданнях вказується Перм).

## Біографія та кар'єра
Анастасія знялася вперше для реклами одягу у віці 2,5 року, а здобула популярність у віці чотирьох років в липні 2015 року, коли вона почала брати участь в фотосесії і відеозйомках дитячих рекламних кампаній. Активну роль в просуванні дочки зіграла матір дівчинки Анна Князєва (сама раніше працювала моделлю ), яка веде в Інтернеті аккаунти дочки. Анна регулярно публікує в мережі фотографії фотосесій, а також знімки дочки, зроблені за лаштунками. У жовтні 2016 року Анастасія стала обличчям колекції Little Miss Aoki — бренду австралійського модного будинку Mischka Aoki. В активі дівчинки також зйомки в заставках каналів «Росія» і «Домашній».
У грудні 2017 року британська газета The Daily Mail назвала шестирічну Анастасію Князеву найкрасивішою дівчинкою в світі. Свого часу подібний титул належав французькій моделі Тилан Блондо та росіянці Христині Піменової. Британська газета The Sun писала: «Стильна шестирічна дівчинка вже готова стати новою Тилан Блондо». Газети відзначають незвичайні блакитні очі і лялькову зовнішність дитини. Нагорода стала повною несподіванкою для сім'ї дівчинки. «Мені почали дзвонити з Мюнхену, Берліну, з Австрії і просити інтерв'ю. Ми були і не в курсі статті в Daily Mail. Ніяких заявок на конкурси не подавали. Але, звичайно, приємно. Дочці поки нічого не сказала, може, повідомлю пізніше ... Та й не зрозуміє вона - Насті все одно на увагу з боку », - заявила її мати в інтерв'ю.
В даний час Анастасія співпрацює з агентством President Kids, відвідуючи тут дві програми навчання - курси мистецтва моделі і акторської майстерності в Дитячих акторських класах кіно (ДАКК, вони організовані спільно з кастинг-агентством  First Choice ). Інтерес дівчинки в 2017 році виявив бажання представляти агентство IMG Models. Незважаючи на юний вік, Анастасія Князєва працює з брендами дитячого одягу: Chobi Kids, Kenguru, I am special, Keti One, Amoreco, Kisabiano,а також з південнокорейською автомобільною компанією Kia Motors і компанією «Сади Придонья». У серпні 2018 року Перший канал Російського телебачення представив у проекті «Бачили відео?» Інтерв'ю з Анастасією Князєвої, яка в прямому ефірі відповіла на запитання ведучого і розповіла про себе.
У вересні 2018 року Анастасія Князєва посіла п'яте місце серед п'ятдесяти найкрасивіших дітей світу за версією французького журналу  L'Officiel . Рейтинг журналу був заснований на оцінці зовнішності юних моделей, на кількості обкладинок видань, на яких вони були представлені, на кількості підписників в Інстаграмі і кількості публікацій в пресі, а також запитах в пошукових системах і кількості рекламних контрактів, укладених з їх батьками.

## Особисте життя
1 вересня російські ЗМІ повідомили, що Анастасія Князєва пішла в перший клас. Вебсайт журналу  Cosmopolitan  вказував, що на 3 вересня на сторінку юної моделі в  Instagram , яку веде її мама, підписані вже 1,3 мільйона чоловік. Вона передбачала також одночасно вчитися в першому класі хореографічної та музичної шкіл. Дівчинка вчить англійську мову, любить співати. Про себе вона говорить, що збирається стати кондитером (за іншими даними - ветеринаром). Її брат Артем навчається в сьомому класі. Займається в секції тайського боксу. Серед інших його захоплень шахи (у нього 2-й юнацький розряд з шахів), він був чемпіоном Наро-Фомінського району з цього виду спорту.Також іноді знімається разом зі своєю молодшою сестрою.

## Критика фотообразу дівчинки
В кінці 2017 року сім'я зіткнулася з різкими заявами читачів сторінки дівчинки в Мережі. Вони критикували мати Анастасії за створення «культу» дочки, на якому вона заробляє гроші, а також за надмірне для настільки маленької дитини використання косметики. Інші користувачі звинувачували її в виставленні напоказ особисте життя дитини і попереджали про можливі трагічні наслідки цього. Якщо на даний момент це хороше джерело доходу для сім'ї, то в майбутньому для дівчини це перетвориться на велику проблему », - приводила газета The Daily Mail коментар одного з користувачів. Критика була настільки гострою, що газета The Daily Mail була змушена навіть звернутися за коментарями до матері Анастасії в публічній формі, опублікувавши звернення в формі статті. Занепокоєння автора статті в The Queensland Times викликало наполегливе бажання одного з дорослих шанувальників дівчинки запросити її на побачення.
Фотограф Ленс Беркітт висловив стурбованість у зв'язку з тим, що фотографії Анастасії, на його думку, були відретушовані і оброблені в фотошопі, він вважає, що це буде надавати негативний ефект на інших дітей. Він заявив: «Чи можуть такі фотографії бути ретушованими? Який сигнал це надсилає дітям? Найкрасивіша дівчина в світі повинна бути відретушована до смерті ... ».